# Queen's Club Championships 2022
Queen's Club Championships 2022 (cunoscut și sub denumirea de Cinch Championships din motive de sponsorizare) este un turneu de tenis care se joacă pe terenuri cu iarbă în aer liber la Queen's Club din Londra, Regatul Unit, între 13 și 19 iunie 2022. Este cea de-a 119-a ediție a turneului și face parte din seria ATP 500 din sezonul ATP Tour 2022.

## Campioni

### Simplu
Pentru mai multe informații consultați Queen's Club Championships 2022 – Simplu

### Dublu
Pentru mai multe informații consultați Queen's Club Championships 2022 – Dublu

## Puncte și premii în bani

### Puncte
| Probă  | C   | F   | SF  | QF | R16 | R32 | Q   | Q2  | Q1  |
| Simplu | 500 | 300 | 180 | 90 | 45  | 0   | 20  | 10  | 0   |
| Dublu  | 500 | 300 | 180 | 90 | 0   | N/A | N/A | N/A | N/A |

### Premii în bani
| Probă  | C        | F       | SF      | QF      | R16     | R32     | Q2     | Q1     |
| Simplu | €113,785 | €84,075 | €59,860 | €40,765 | €25,480 | €14,650 | €6,750 | €3,565 |
| Dublu* | €40,200  | €30,240 | €21,760 | €14,340 | €9,020  | €5,000  | N/A    | N/A    |

*per echipă